# 現代詩フォーラム
現代詩フォーラム（げんだいしフォーラム）は、インターネット上において、詩（おもに自由詩）を始めとして、短歌、俳句、散文などを投稿できる日本語のウェブサイト。
また、投稿された作品に対してコメントする、利用者同士でメッセージを交わす、といったSNSとしての機能も有している。主催者は、片野晃司。

## 概要
サイトの前身は、インターネット・プロバイダであった、ニフティサーブおけるコミュニケーションの場である「現代詩フォーラム」に遡る。
現代詩フォーラムの主催者情報表示によれば、1996年にニフティーサーブに「現代詩フォーラム」の企画提示、1996年にニフティーサーブにおけるサービス開始、となっている。なお、この初期の「現代詩フォーラム」は2003年3月に、ニフティーサーブによるサービスが停止し、一般に開放されたウェブサイトとしての「現代詩フォーラム」の開設にいたるまで続いた。
2003年3月、一般に開放された（ニフティーサーブ外の会員にも利用できる）ウェブサイトとしての「現代詩フォーラム」が開設された（2003年3月31日開設、4月1日正式オープン）。主催者は引き続き管理人の片野晃司が担当している。それ以降、現代詩フォーラムは、インターネット上における詩作品や短歌・俳句・散文などの発表の場であるとともに、利用者相互の交流の場としても機能している。
「詩と思想」2007年4月号の記事（光冨郁埜「ネット時評(2) ネット詩の人気投稿サイト「現代詩フォーラム」を観てみる。」）によれば、記事執筆時点（2007年1月20日）における1日の来訪者数は1万人、アクセス数は12万ページを誇った。

## 利用方法
利用者登録をするにあたっては、メールアドレスとパスワードの登録のみによって、誰でも利用可能となる。
現在までのところ、スマートフォン対応などはなされていないが、携帯端末向けの別ページも用意されているので、携帯電話あるいはスマートフォンのみ所持しているユーザーにあっても、利用は可能である。
ユーザー、および非ユーザー（ユーザーとして登録していなくても、投稿された作品やスレッド型会議室におけるログなどは閲覧可能である）は、主に自作品を投稿したり（非ユーザーには不可）、投稿された作品のタイトルや、スレッド型会議室、といった項目をクリックすることにより、ユーザーによって投稿された作品やコメントなどが閲覧可能である。
ただし、コメントなどはユーザー登録をしていなければ出来ない。また、一部のコンテンツが非ユーザーには非公開となっている、などの特徴がある。
SNSという特性上、利用者の投稿に関しても制限があり、一定数以上のポイント（作者を評価する機能）などを利用していないユーザーは、一日における投稿数を制限される、といった制約がある。また、一投稿における文字数の制限、一週間内における投稿の文字数制限なども存在する。
利用者による投稿は、詩（自由詩）に限らず、俳句、短歌、川柳の他、「伝統定型各種」「おすすめリンク」なども用意されている。過去には「未詩」という批判NGであるカテゴリーも存在したが、現在は撤廃されている。2024年5月現在では、「自由詩」「短歌」「俳句」「川柳」「散文（批評随筆小説等）」「伝統定型各種」「おすすめリンク」という７種類のカテゴリーが用意されている。利用者は、各個人の判断において、これらのカテゴリーを選んで作品を投稿する、という形になっている。